# Ruggell
Ruggell – gmina (Politische Gemeinde) w Liechtensteinie, w regionie Unterland. Jest najbardziej na północ wysuniętą gminą kraju, a także najniżej położoną. Leży wzdłuż Renu, u podnóża Eschnerberga, przy styku granicy austriacko-szwajcarskiej.